# Madeleine Malonga
Madeleine Malonga (Soisy-sous-Montmorency, 25 de diciembre de 1993) es una deportista francesa que compite en judo.
Participó en dos Juegos Olímpicos de Verano, obteniendo tres medallas, dos en Tokio 2020, oro en el equipo mixto y plata en la categoría de –78 kg, y una de oro en París 2024, en el equipo mixto.
Ganó tres medallas en el Campeonato Mundial de Judo entre los años 2019 y 2024, y cuatro medallas en el Campeonato Europeo de Judo, entre los años 2018 y 2022.
En los Juegos Europeos consiguió tres medallas, oro en Bakú 2015 (equipo) y dos bronces en Minsk 2019 (–78 kg y equipo mixto).

## Palmarés internacional
| Juegos Olímpicos   | Juegos Olímpicos        | Juegos Olímpicos  | Juegos Olímpicos |
| Año                | Lugar                   | Medalla           | Categoría        |
| ------------------ | ----------------------- | ----------------- | ---------------- |
| 2020               | Tokio (Japón)           | Medalla de oro    | Equipo mixto     |
| 2020               | Tokio (Japón)           | Medalla de plata  | –78 kg           |
| 2024               | París (Francia)         | Medalla de oro    | Equipo mixto     |
| Campeonato Mundial |                         |                   |                  |
| Año                | Lugar                   | Medalla           | Categoría        |
| 2019               | Tokio (Japón)           | Medalla de oro    | –78 kg           |
| 2021               | Budapest (Hungría)      | Medalla de plata  | –78 kg           |
| 2024               | Abu Dabi (EAU)          | Medalla de bronce | –78 kg           |
| Juegos Europeos    |                         |                   |                  |
| Año                | Lugar                   | Medalla           | Categoría        |
| 2015               | Bakú (Azerbaiyán)       | Medalla de oro    | Equipo           |
| 2019               | Minsk (Bielorrusia)     | Medalla de bronce | –78 kg           |
| 2019               | Minsk (Bielorrusia)     | Medalla de bronce | Equipo mixto     |
| Campeonato Europeo |                         |                   |                  |
| Año                | Lugar                   | Medalla           | Categoría        |
| 2018               | Tel Aviv (Israel)       | Medalla de oro    | –78 kg           |
| 2019               | Minsk (Bielorrusia)     | Medalla de bronce | –78 kg           |
| 2020               | Praga (República Checa) | Medalla de oro    | –78 kg           |
| 2022               | Sofía (Bulgaria)        | Medalla de bronce | –78 kg           |